# 堤亞穆帝國物語～從斷頭台開始，公主重生後的逆轉人生～
《堤亞穆帝國物語～從斷頭台開始，公主重生後的逆轉人生～》是餅月望撰寫的日本輕小說，Gilse繪製插圖。從2018年8月13日開始在成為小說家吧上連載。TO Books於2019年6月10日起正式發行本作。至2020年9月時，本作於日本包含電子版共發行超過35萬本。本作入圍2021年電子漫畫大賞（電子漫畫大獎）（みんなが選ぶ!!電子コミック大賞）輕小說部門提名名單。
改編漫畫版於2019年8月12日在COMIC CORONA上連載，2020年1月20日發售漫畫單行本第一卷，之後移籍到CORONA EX上繼續連載。2020年9月9日至13日於新宿村LIVE上演了本作改編成的舞台劇，第二輪舞台劇於2021年7月14日至7月19日上演。
2022年9月6日，正式公布電視動畫化，由動畫公司SILVER LINK.擔任動畫製作，於2023年10月至12月播出。

## 劇情簡介
在發生革命後數年的堤亞穆帝國，被蔑稱為任性皇女的米雅被革命軍推上了斷頭台處決……因此驚醒的米雅原本以為只是一場惡夢，卻發現現在十二歲的自己身邊有本日記，內中記載了之後幾年米雅的未來，直到她二十歲那年被處刑為止。
為了迴避這樣糟糕的未來，米雅決心要以「自身的安全第一」為目標，遠離過去的仇人，拉攏起有力的人脈來重建帝國，但她不經意間的舉動，卻誤打誤撞的改變了整個大陸的局勢。
隨著劇情發展，米雅成功解除了上斷頭台的命運，那本染血日記也化作光芒消失。在鎮壓革命的半年之後，優雅地享受春假的米雅面前，米雅貝爾出現了。
「我呀，一直好想見到祖母大人喔！」這名少女是米雅來自未來的孫女，回到過去與米雅一起再次改變歷史。
在未來的帝位繼承鬥爭中，米雅遭到毒殺，皇室禁止提起米雅的名字，米雅的親友忠臣包括迪歐娜、克蘿伊、路德維希、迪奧都在保護其孫女貝爾的過程中殞命，即將遭殺害的貝爾在手中米雅皇女傳引發的奇蹟之下回到過去，要與祖母一起改變未來。

## 人物
「聲」是廣播劇CD及電視動畫版的聲優，「演」是舞台劇版的演員。

### 主要人物
米雅·盧娜·堤亞穆（聲：上坂堇，演：平松可奈子）
本作的主角。堤亞穆帝國的第一皇女。在原本的時間線上因為帝國爆發了革命而被捕，在牢裡三年受盡屈辱，最後被憤怒的民眾推上斷頭台處刑，得年20歲。可是卻突然保有處刑前的記憶回到了12歲時的自己身上，手邊還有沾著血跡、記錄到上斷頭台前幾天的日記。
重生前是個恃寵而嬌、不知民生疾苦的任性公主。但其實本質並不壞，雖然表現得很笨拙，但保有著幫助他人的善良。即便恐懼也沒逃避作為皇室的責任，在帝國崩潰之際仍努力試圖重建國家。重生後，因為經歷過三年困苦的牢獄生活，所以開始懂得知足與感恩，原本任性的性格也有所收斂，變得更體恤他人。因為不想再體驗一次死亡，所以利用自己在上一個時間線的經歷與資訊來改變通往斷頭台的未來，積極預防作為革命起因的國家財政問題與糧食危機，同時極力拔除會埋下隱患的問題。然而這些以利己為中心的自私舉動，在旁人眼中卻成了為國為民的仁義之舉。加上她利用日記資訊所做出來的一些在他人看來具有前瞻性的舉動，被周圍人誤會她是個是深思熟慮的智者，意外在世間獲得「帝國的睿智」的稱號。
入讀聖諾爾學園後，為避免像上一個時間線時那樣孤立無援，開始積極拓展人脈。其中雷姆諾王國的王子阿貝爾是她的重點對象之一，所以邀請他成為自己的舞伴參加入學派對。原本她只是希望建立一條能聯繫雷姆諾王國的人脈，作為緊急的後援方案。但與阿貝爾的相處下，第一次感受到不被同齡人當作皇族顧慮的感覺，漸漸喜歡上對方。由於她重生前不懂得騎馬在逃亡時被革命軍捕獲，因此在重生後為了學習騎馬而加入了馬術部，結果帶動了女性學習騎馬的潮流，使原本在千金大小姐之間不受待見的馬術部有許多千金大小姐紛紛申請加入。
本身並不聰慧，無論是知識、文采還是體能都沒有突出的地方。在聖諾爾學園的學習成績很差，基本上只會靠死讀硬背的方式應付。重生後在安妮的幫助下才稍有起色，勉強維持在排名前四分之一的水平。唯一具有天賦的技能就是社交舞。
在未來與阿貝爾結婚，二人之間共有八名子女。登基成為女帝後，為整塊大陸帶來300年的和平與繁榮。
在米雅貝兒穿越前的世界線中，於誓師大會上被下毒，經歷30日的痛苦掙扎後毒發身亡，她的死亡成為了帝國內亂的導火線。
米雅貝兒·盧娜·堤亞穆（聲：內田真禮）
本作另一位主角。米雅和阿貝爾的第一個外孫女，第三公主帕特麗夏妮的長女，來自於米雅成功改變運後產生的新時間線，在危急之際時被傳送到米雅所在的時空。與米雅相遇後，在米雅的安排下以「同父異母的妹妹」的身分入讀聖諾爾學園，對外一般聲稱為米雅的親戚(因為大部分權貴知道皇帝沒有任何私生子女)，返回國內時則以隱藏「皇室的私生女」為由，居住在安妮的家。後來在隱瞞真實身份下和曾外祖父見面後，立即因外貌和名字和米雅相似而被其視為第2個女兒般疼愛，在放假時會和米雅一起居住在皇宮。經常不小心差點在眾人面前喊米雅和阿貝爾為奶奶和爺爺。
在她所在的世界線中，米雅成功避過饑荒與革命，並與阿貝爾結為連理。父王過世後，米雅因為不想再遇上麻煩事而不願繼任，將王位讓給四大貴族之人繼承，結果演變成派系鬥爭，釀成了帝國的內亂。路德維希等皇女派人是為阻止紛爭，希望米雅重掌大位，結果她遭到毒殺，她的子嗣們也四散逃亡，米雅貝兒與父母們則被送到魯多路馮避難。然而隨著戰亂的延燒，魯多路馮也遭到淪陷，為保護米雅貝兒，她的父母、迪歐娜與迪奧先後犧牲，最後隱藏在帝都的貧民區，由安妮、艾莉絲與路德維希撫養與照料，視他們為養母和老師。後來他們也遭到聖瓶軍追殺而再次逃亡，3人相繼犧牲後，自己帶着皇女傳染上自己的血液，意外在米雅希望有新指引的願望下，達成穿越條件，穿越到米雅就讀學園的時代。
身上帶著一本記述著米雅一生的傳記《米雅皇女傳》，成為米雅的新指引。直到范倫蒂娜·雷姆諾被弟弟阿貝爾逮捕之後，米雅貝兒的世界線中米雅被毒殺事件和帝國的內亂才消失。自己則是為修朵莉娜擋箭，命危消失，回到改變後的未來，並和年邁的米雅重聚。在新的世界線中，為眾人期待再見的祝福下誕生和成長，過去的經歷被艾莉絲寫作為《米雅貝兒皇女傳~跨越時間之公主的紀錄～》。
後來和玄祖母帕特麗夏一起再次穿越回到年輕的米雅身邊，並向學生會眾人、路德維希和伽盧瓦坦誠自己的真實身份和穿越經歷。在再次穿越前，改變後世界線的事情和路德維希整理下「為何會穿越因素」全紀錄在筆記中，因未來女帝米雅以過去的自己可能會偷懶而改變歷史為由，拒絕直接給予米雅觀看和告訴太多事情。
帕特麗夏·盧娜·堤亞穆
米雅的祖母，馬蒂亞斯的母親，米雅貝兒的玄祖母，帝國的前任皇后。和孫女米雅的長相有點相似，曾鼓勵年輕時的耶洛穆公爵不要遵從祖先的盟約，使得他和女兒修朵莉娜一直暗中保護想被混沌之蛇暗殺的人們以假死藥來換身份和逃亡國外。同時也阻止把初代皇帝傳承給後代「思想」。因米雅想和她見面的願望，而和玄孫女米雅貝兒穿越到平定帝國內亂後的未來時間線。
原名為帕特麗夏·克勞修斯，是克勞修斯侯爵家的千金。在七歲前作為平民與體弱多病的弟弟漢尼斯相依為命。在母親病逝後不久因擁有克勞修斯侯爵家血統才與漢尼斯一同被主家收養，但在家族中仍被視為情婦生的私生子女看待，長年遭受虐待。被收養後為了體弱多病的弟弟而接受混沌之蛇的教育，為未來成為皇后作準備，但因穿越到未來和孫女米雅等人相識相處，以原名入讀聖諾爾學園的特別小學部和孤兒們一起接受平等教育，改變了原本會成為混沌之蛇信徒的未來。克勞修斯侯爵家也在她去世後、米雅出生前就已斷絕子嗣和欠下巨額債務而沒落。
起初沒有意識到自己穿越到未來，以為米雅是「蛇導師」，眼前一切「皇族」皆為角色扮演(因為和自己時代所知的各國皇族完全不同)。只有米雅、米雅貝兒、路德維希和伽盧瓦知道帕特麗夏的真正身份，學生會成員也只以為她是未被「混沌之蛇」完全教化的末落貴族孤兒，特別受到安妮和其家人的細心照顧。
直至在賽費斯未婚妻家中遇見曾經在候爵家以蛇導師身份教養自己和弟弟的女僕蓋爾妲變得年老的模樣，忍不住對弟弟的思念而請求米雅帶自己去見他。之後在舊克勞修斯領發現熟悉的平民老了許多，宅第也變得破舊，加上不慎聽到米雅和路德維希打聽漢尼斯「失蹤或死亡」可能和耶洛穆公爵有關的情報，一時想不開，萬念俱灰下去找修朵莉娜求要毒藥企圖尋死。在米雅坦白及從宅第領主辦公室拿出末代家主漢尼斯畫像後，逐漸意識到自己穿越至未來一事，並開始信任自己子孫米雅、米雅貝兒和親兒子馬蒂雅斯，感受到久違的親情。
後來得知弟弟漢尼斯仍在海外活著的消息，而和米雅一行人踏上尋親旅程。

### 堤亞穆帝國

#### 米雅的忠臣
安妮·理特斯坦（聲：楠木燈，演：田畑寧寧（第一輪）、藤崎朱香（第二輪））
米雅的專屬女僕。平民出身，理特斯坦家的長女。
原時間線上曾是米雅的女僕之一，但很快就被任性的米雅趕走。然而在米雅被捕後，三年間鍥而不捨地探望她，也是直到處刑前仍唯一守在她身邊的人。米雅重生後為了回報她的忠義，而任命她為自己的專屬女僕。
在米雅貝兒的世界線中，與妹妹艾莉絲一起扶養著孤苦無依的米雅貝兒，並將她視如己出，相當於米雅貝兒的養母。最後為了保護米雅貝兒而犧牲。
在改變米雅貝兒未來的新世界線，和路德維希結婚及育有多名子女，把米雅和阿貝爾所生的8名皇子公主和外孫女米雅貝兒悉心照顧長大。
路德維希·休伊特（聲：梅原裕一郎，演：佑太）
堤亞穆帝國的文官。商人家族的次子。優秀但十分毒舌，有配戴眼鏡，米雅的日記本裡總是用「臭眼鏡」之類來稱呼他。
原時間線上因為辛辣言詞的緣故得罪了上司而被發配到地方上，等到返回時帝國財政已無法回天，只能盡力輔助米雅拯救帝國。雖然一開始只將米雅視為腐敗無能的任性皇女，但實際相處後發現她雖然不聰明，但也是真心誠意地為了國家與人民而努力，於是認為她仍是值得侍奉的人，衷心期望她的努力能得到回報。即便帝國垮台，直到米雅的生命盡頭前仍為其奔走，然而最終未成功釋放米雅，悔恨下回絕席翁重建帝國的邀請，從此消聲匿跡。
米雅重生後阻止了他被下放，用前時間線抄下的說教台詞反過來回答路德維希的問題，意外獲得他的極度崇拜，於是將他提拔為自己的左右手。
在米雅貝兒的世界線中成為米雅貝兒的老師，最後為了保護米雅貝兒而犧牲。
在改變米雅貝兒未來的新世界線中，成為了帝國宰相，同時也兼任米雅和阿貝爾八個子女、米雅貝兒的老師。另外也和安妮結婚及育有多名子女。
迪奧·阿萊亞（聲：古川慎）
堤亞穆帝國百人隊的隊長，帝國最強的騎士。
在米雅重生前的時間軸中，因為戰友死於帝國與魯魯族的內戰中，憤而加入討伐帝國的革命軍，也是把米雅斬首的人。
米雅重生後，因為她成功避免百人隊與魯魯族之間的戰火，而對她刮目相看。後在路德維希的建議下，為站上高位輔佐米雅而進入黑月省。
在米雅貝兒的世界線中，由於米雅被毒殺而辭去軍職，老年時作為帝國最後的騎士在「盧南多大橋的死鬥」中自願替米雅貝兒斷後連同部下一同壯烈犧牲。
在改變米雅貝兒未來的新世界線中，成為了帝國大將軍，和修朵莉娜結婚，入贅耶洛穆公爵家。於米雅貝兒出生時，已經有孫子。
巴諾斯（聲：江頭宏哉）
迪奧的副隊長，堤亞穆帝國百人隊的副隊長。與粗獷的外表相反，個性十分溫柔。
在米雅重生前的時間軸中，在與魯魯族的內戰中為拯救戰友而身亡，導致迪奧憤而加入革命軍。
米雅重生後成為了皇女專屬近衛部隊隊長。在未來與列德穆公爵家的長女露維結婚，並有三個身型魁梧的兒子。
在米雅貝兒的世界線中，最終因保護米雅和阿貝爾的長子而戰死。

#### 皇族
馬蒂亞斯·盧娜·堤亞穆（聲：松山鷹志）
堤亞穆帝國的皇帝，米雅的父親，帕特麗夏的兒子，米雅貝兒的曾外祖父。對妻子十分專一，從沒有納妾和情婦，更沒有私生子女。十分溺愛米雅。據帕特麗夏所言，「馬蒂亞斯」這名字來自她過去曾養過的寵物狗。
在米雅重生前的時間軸被革命軍逮捕後處死。在重生後的時間軸相繼遇上米雅貝兒和幼年時的母親帕特麗夏，雖不知道她們的身份，但因她們的長相像米雅和母親而溺愛有加，准許她們居住在皇宮。
阿德萊德·盧娜·堤亞穆
米雅的母親，堤亞穆帝國的皇后，米雅貝兒的曾外祖母。在誕下米雅不久後過世，留下一件親手縫製給女兒的禮服，為米雅在重生後的學園新生舞會和到訪薩格朗多王國舞會所穿。在前任皇后帕特麗夏介紹下，和馬蒂亞斯相識。
原名為阿德萊德·柯蒂亞，柯蒂亞侯爵家的千金。娘家是以紡織業聞名的領地。
帕特麗夏妮·盧娜·堤亞穆
米雅和阿貝爾的三女兒，未來的第三公主，米雅貝兒的母親。米雅以祖母(即三公主的曾外祖母)的名字命名，愛稱是「特麗夏」。長大後與聖威爾加公國主教馬爾丁的曾孫結婚。

#### 四公爵家
曼薩納·愛德華·列德穆
列德穆公爵家的現任當家，露維的父親。因女兒露維成為皇女專屬近衛部隊副隊長而成為米雅的擁護者，甚至派遣一部份家族私兵加入近衛部隊，並舉家協助在饑荒時護送及分發糧食給各地平民。
露維·愛德華·列德穆
列德穆公爵家的長女，男裝麗人。擅長騎馬和劍術，愛馬為「月兔馬」夕兔，喜歡高大壯碩並性格優良的男人。雖有3個弟弟，但因為自身在武藝上特別優秀而被父親視為繼承人。
從10歲那年偶然被巴諾斯所救，就一直戀慕著巴諾斯。在米雅重生前的時間軸中，由於巴諾斯的死亡而憎恨米雅，刻意拖延父親出兵剷除革命軍的時機，導致革命軍坐大，不只皇室被推翻，列德穆公爵家也遭受圍困，父親與其他親人先後戰死。米雅被斬首後因生無可戀，自刎而死。
在米雅重生後的時間軸中，花了5年的時間持續尋找將巴諾斯納入家族麾下的機會，偶然抓到機會，在騎馬比賽中對米雅發出挑戰。輸給米雅後願賭服輸，成為了皇女專屬近衛部隊副隊長。日後與巴諾斯成為戀人，歷經多番努力讓父親答應兩人結婚。在未來成為黑月省長官和繼承爵位，與巴諾斯之間有三個身型魁梧的兒子。
在米雅貝兒的世界線中，因未能向父親坦白對巴諾斯的愛慕之情感到悔恨，在巴諾斯為了保護米雅和阿貝爾的長子而戰死後認為世上的一切已經毫無意義。終身未婚。
喬安娜·愛德華·布魯穆
38歲，布魯穆公爵家夫人，賽費斯和卡露拉的母親。帝國傳統的擁護者。
賽費斯·愛德華·布魯穆
布魯穆公爵家的長子。與未婚妻蕾蒂西亞關係良好。意外擁有正常的廚藝。
在米雅重生後，被當選成為聖諾爾學園學生會會長的米雅任命為學生會書記助理。
卡露拉·愛德華·布魯穆
14歲，布魯穆公爵家的千金，賽費斯的妹妹。
艾梅蘭達·愛德華·庫林穆（聲：Lynn）
庫林穆公爵家的長女，自稱是米雅的好友。外貌主義者，喜歡美男子。
在米雅重生前的時間軸中，是少數真心支持米雅的貴族。但庫林穆家卻在革命的第一時間選擇逃亡國外，她也在家人的強迫下離開，致使她被米雅誤認為是叛逃者。
在改變米雅貝兒未來的時間軸中，與席翁的弟弟，薩格朗多王國第二王子艾夏爾結婚，是相差8年的姊弟戀。對方自訂婚後便居住在庫林穆家，留學入讀聖米雅學園，並在婚後入贅公爵家。
亞丁·愛德華·庫林穆
16歲，庫林穆公爵家的少爺，艾梅蘭達的弟弟。
修朵莉娜·愛德華·耶洛穆（演：吉川日菜子（第2部））
耶洛穆爵家的長女，米雅在聖諾爾學園的學妹，入學不久後就與米雅貝兒成為好友。看似純真的小女孩，但實際上是個用藥高手。
耶洛穆爵家雖是以四大公爵中最弱小的一脈為人所知，但實際上是專門負責排除帝國中所有不穩定因素的特殊家族。在初代皇帝的命令下，以弱勢方的身分接近其他貴族，以此讓對方放鬆警惕，並在必要時下毒暗殺，是直屬皇家的內偵與毒藥專家。因為這層內幕，被混沌之蛇作為把柄要脅，被迫替他們暗殺他人。身旁的侍女芭芭拉實為蛇的監視者。在米雅貝兒的世界線中，聖諾爾學園所發生的毒殺事件應是她下的手。
然而在米雅與米雅貝兒相遇的時間軸中，米雅誤打誤撞的破壞了毒殺計畫，所以她在芭芭拉的指揮下，改以綁架米雅貝兒，引誘米雅赴死。但米雅貝兒真誠的友誼下，決定反抗混沌之蛇，製造機會讓米雅貝兒與米雅得以逃脫，自己反而被捉。混沌之蛇為發揮她最後的價值，故意暴露耶洛穆家的內幕，要米雅陷入要不要制裁暗殺者的兩難。但沒想到因為近年來帝國一直都處於太平盛世中，導致耶洛穆家在修朵莉娜與她父親羅倫茲公爵這兩代中根本沒有接到過皇帝的暗殺委託，對混沌之蛇的暗殺命令也是以假死藥造假，並讓做為白鴉諜報員的葛拉漢隱藏行蹤，所以父女兩人實際上是沒殺死任何人的無罪之人。最後以芭芭拉的為首混沌之蛇成員被捕，米雅則廢棄了初代皇帝與耶洛穆家之間的盟約，要求羅倫茲公爵盡力補償過往耶洛穆家的受害者，且要在一代內完成，不可延續給女兒。
在賽費斯畢業後加入學生會，唯因為家族地位過低的關係，無法像米雅和其他公爵家學生成員般，有效壓制欺凌平民和孤兒的貴族學生。
在得知米雅貝兒的來歷後，決心動用家族的所有力量與知識讓自己保持年輕，以等待米雅貝兒的到來。為了再次與米雅貝兒成為朋友。在未來與迪奧·阿萊亞結為夫妻並且跟米雅一樣有孫子，在米雅貝兒出生後，便立即把當家之位讓給兒子，以朋友的身份陪伴米雅貝兒成長。

#### 相關人物
迪歐娜·魯多路馮（聲：高尾奏音，演：草場愛）
魯多路馮邊彊伯爵長女，米雅就讀聖諾爾學園時的同學。在里奥菈教導下，擅長使用弓箭及騎術。
由於家族的歷史很淺，導致被其他貴族瞧不起，不只不被視為貴族，甚至還不被視為帝國人。為了爭一口氣，努力學習知識與禮儀，甚至苦練劍術，並就讀聖諾爾學園，希望能獲得他人的認同。在米雅重生前的時間軸中，因為米雅忌妒她與席翁的關係，導致她遭到米雅帶頭的霸凌。這樣的經歷都成為她反抗帝國的動力，在魯魯族遭到屠殺後更是加深，後在父親疑似遭皇帝下令殺害後，起義成為革命軍的領袖。是最終導致米雅上斷頭台的主要人物之一。
在米雅重生後的時間軸中，米雅出面保護了正遭到霸凌的她，並承認她是帝國的臣民，讓她大受感動，開始仰慕米雅，與她成為朋友。在米雅當選成為聖諾爾學園學生會會長時，被任命為學生會書記。
在米雅貝兒的世界線中最後為了保護米雅貝兒而犧牲。在改變米雅貝兒未來的世界線中，則是成功和心儀對象席翁結婚，成為薩格朗多王國「天秤王」的王后，家族則因弟弟的功績晉升為地位等同侯爵的邊境伯爵。
賽洛·魯多路馮（聲：關根明良）
迪歐娜的弟弟，天資聰慧，是家族繼承人。
在米雅重生前的時間軸中，在外國深造時成為傑出的植物學家，並開發出能克服寒災的新型小麥，為迪歐娜所率領的革命軍與支持者提供更穩定的糧食來源。
在米雅重生後被米雅招攬成為聖米雅學園的學生，並請他與愛紗合作，加速開發新型小麥，克服糧食短缺的問題，並開發以味道不受歡迎的植物製成酒和酒精，供醫療使用。受其功績令其家族在米雅女帝執政期間，晉升為地位等同候爵的邊境伯爵。
里奧菈·魯魯（聲：齋藤楓子，演：河地柚奈、花井圓香）
迪歐娜的女僕。出身於少數民族魯魯族。擅長弓箭。
在米雅重生前的時間軸中，由於魯魯族被屠殺而十分憎恨身為帝國公主的米雅。
艾莉絲·理特斯坦（聲：羊宮妃那）
安妮的妹妹，理特斯坦家次女。體弱多病，經常臥床不起。對於寫小說有興趣。
在米雅重生前的時間軸中，安妮將她寫的小說帶給米雅，成為米雅在牢獄生活中少有的慰藉。然而她在飢荒的影響下病故，沒有寫完的故事成為米雅的遺憾之一。
在米雅貝兒的世界線中，與姐姐安妮一起扶養著孤苦無依的米雅貝兒，並將她視如己出，相當於米雅貝兒的養母。最後為了保護米雅貝兒而犧牲。
米雅的傳記《米雅皇女傳》的作者，但內容在安妮的誤會與錯誤轉述下有許多誇大的內容，讓米雅本人尷尬不已。
在新的世界線中，也有寫作《米雅女帝傳》和《米雅貝兒皇女傳~跨越時間之公主的紀錄～》。
伽盧瓦努斯·亞路米諾斯
路德維希的師傅，有「流浪賢者」之稱。喜歡吃兔肉火鍋。
在米雅重生的時間軸中，被米雅聘請成為聖米雅學園的校長。
克蘿伊·福克羅德（聲：高橋李依）
福克羅德商會會長馬可的獨生女，米雅就讀聖諾爾學園時的同學。
喜歡讀書。在米雅重生的時間軸中，與米雅成為閱讀同好。
馬可·福克羅德（聲：上田燿司）
福克羅德商會會長，克蘿伊的父親。
在米雅重生的時間軸中，米雅為應對將來會到來的飢荒，特意請他開闢從外國進口糧食的貿易管道。

#### 其他帝國人物
穆斯塔·華格曼（聲：高橋伸也）
堤亞穆王宮的宮廷御廚，廚藝高超，關心著皇室成員的飲食健康。
在米雅重生前的時間軸中，因為米雅的挑食而被早早開除。在革命發生時人已在國外，在某個小國開一家小酒館，對被處死的米雅抱有一絲憐憫與遺憾。
在米雅重生的時間軸中，米雅不只沒再抱怨他的料理，還會大力地稱讚他，兩人的關係變得較為親密。在未來，會成為名留青史的傑出名廚，為帝國的飲食文化帶來巨大貢獻。
萊蒂西亞·舒伯特
賽費斯的未婚妻，舒伯特侯爵家的千金。擅長察言觀色和經營管理。其能力和知識優秀到足以支撑整片領地完美運作。
達利歐·舒伯特
舒伯特侯爵家的少爺，萊蒂西亞的弟弟。
希爾德布蘭特·柯蒂亞
柯蒂亞侯爵家的次子，米雅的表哥(舅父的兒子)。露維原本政治婚姻的對象，以外戚身份支持米雅繼任皇位而建立和四公爵的姻親關係，在米雅介入以馬術比賽決勝負後，婚事正式告吹，但在過程中與火慧馬相識，漸漸喜歡對方，未來與她共結連理。
佩特拉·羅森弗朗茲
大貴族羅森弗朗茲伯爵家的三女，堤亞穆王宮的女僕。
性格機靈勢利，在米雅重生前的時間軸中，憑藉博得人心的手段當上米雅的專屬女僕。雖然她當上著個職位純粹是為了名利，對米雅本人毫無忠誠可言，甚至曾在對方生病時丟下不管，獨自去參加茶會。但即使如此，還是與米雅培養出的友誼，對她來說，與米雅在談天說地時的快樂是不含算計的真實。
在聽聞帝國內部不穩的風聲後，當機立斷選擇辭職回家，想避開可能陷入危險的帝都。然而沒過多久革命就發生，她的雙親被暴徒抓住並遭到處刑，她則勉強逃過一劫。逃往帝都後，身無分文且染上瘟疫的她被米雅發現，並帶回皇宮照料。對於米雅不計前嫌的舉動，她非常感動，也對自己過去的行為感到懊悔，下定決心要在痊癒後向米雅道歉，並從此誠心侍奉米雅。但不久後王宮就被革命軍攻破，還在生病的她被當作被皇室壓榨的可憐僕人而獲釋。雖然最終從帝國的動亂中活下來，在新月地區的教會過上照顧孩子的生活，但她一直對沒有為米雅盡忠而懊悔，就此抱著罪惡感終老一生。
在米雅重生的時間軸中，因為米雅選擇安妮，所以沒有當上米雅的專屬女僕，對此本人不但沒有不甘，還幫被其他佣人欺負的安妮出頭。後來選擇就讀聖米雅學園，並在畢業後留在學院裡擔任老師，為教育做出極大的貢獻。她的表現傳到米雅耳裡，於是召見她想要給予表揚，但她出於上一個時間線中深刻於靈魂上的悔恨而拒絕。米雅察覺到她的心結來源，於是大方寬慰她。最終，她在歷史上以聖米雅學園的優秀教師與女帝米雅朋友的身分流傳於後世。
赫莉卡·拉格菲爾
拉格菲爾子爵家的千金。在拉格菲爾家陷入財赤時被混沌之蛇的成員傑姆乘虛而入，以解決財困為條件而被逼為混沌之蛇效命。
在米雅重生前的時間軸中，因分裂堤亞穆帝國、薩格朗多王國、威爾加公國為混沌之蛇立下大功而得以壯大家族。本人在晚年時生活富足，內心卻十分空虛。
在米雅重生的時間軸中，因幕後操控拉格菲爾子爵家的傑姆被捕，家族再度陷入財困，在米雅提議下在「學生會糧食支援忠義團」的契約中簽名，以提供種植新型小麥的土地和其他地區糧食不足時，捐出擁有的糧食為代價獲得糧食支援。困擾拉格菲爾子爵家多時的財政問題得以徹底解決。在未來成為拉格菲爾子爵家的當家，與成為皇帝的米雅維持友好關係。
漢尼斯·克勞修斯
克勞修斯侯爵家的少爺，帕特麗夏的弟弟、馬蒂亞斯的舅父、米雅的舅姥爺。自小體弱多病，與姐姐帕特麗夏相依為命。在母親病逝後不久因擁有克勞修斯侯爵家血統才與帕特麗夏一同被主家收養。

### 薩格朗多王國
席翁·索爾·薩格朗多（聲：堀江瞬，演：横田陽介、堀田怜央）
薩格朗多王國第一王子。文武雙全的俊秀王子，米雅就讀聖諾爾學園時的同學。
正義感強烈，認為作為上位者該注重公正。在米雅重生前的時間軸中，因為看不慣帝國的腐朽而協助迪歐娜，成為革命軍的援助者之一。是最終導致米雅上斷頭台的主要人物之一。然而為了他所信奉的公正而處死同窗的遺憾會一輩子折磨他，甚至變的偏執，為了做出公正的決斷而抹去人性，不惜處決親弟弟艾夏爾與摯友基斯伍德，成為令人畏懼的「斷罪王」，最終孤獨一生。在該時間上和國內貴族女性結婚。
在米雅重生後的時間軸中，因為米雅救助迪歐娜的行為給他很好的印象，與其建立起更為友好的關係。經歷了雷姆諾王國的革命事件，體悟到人都會犯錯的道理。日後進行公正的裁決時，不再忘記給予對方重新來過的機會，最終在未來成為以深謀遠慮與慈悲著稱的「天秤王」，並與迪歐娜結婚。
基斯伍德（聲：增田俊樹，演員：高木總一朗）
席翁的隨從，也是他的摯友。平民出身，原為國王於街上收留的孤兒，自此成為席翁的陪讀。在米雅重生前的時間軸上，因協助艾夏爾王子逃獄而被席翁處死，實為不希望席翁喪失親情。
葛拉漢（聲：伊丸岡篤）
薩格朗多王國間諜組織「風鴉」的「白鴉」小隊諜報員，莫妮卡的上司，30代。

### 雷姆諾王國
雷姆諾國王（聲：平林剛）
雷姆諾的國王，阿貝爾、蓋恩和范倫蒂娜的父親，米雅貝兒的曾祖父。
阿貝爾·雷姆諾（聲：松岡禎丞）
雷姆諾王國的第二王子，米雅就讀聖諾爾學園時的同學。
性格溫柔，在重男輕女之風盛行的雷姆諾中，因大姐姐范倫蒂娜的教導，仍有善待女性的和善。但由於活在哥哥的陰影下而缺乏自信，顯得有些優柔寡斷。在米雅重生前的時間軸中，自甘墮落成流連在女性中的花花公子，最終遭到莫妮卡的暗殺。
重生後的米雅為了預防革命發生時自己孤立無援，而特意接近他，希望能藉此取得王國的協助。而他也因為受到米雅賞識而奮發圖強，一改上個時間線的懦弱個性。在混沌之蛇的根據地重遇闊別多年的大姐姐范倫蒂娜，之後在右臂被箭射中受傷的情況下與范倫蒂娜交戰後獲勝並把她逮捕。
在米雅貝兒的世界線中，在未來與父親產生嫌隙而面臨危境，由米雅親自營救，事後隨她回到帝國。後來成為米雅的丈夫，全心輔佐她，但終身未再回到雷姆諾王國。與米雅之間共有八個孩子，同時也是米雅貝兒的外祖父。
蓋恩·雷姆諾（聲：深町寿成）
雷姆諾王國的第一王子，阿貝爾的哥哥，范倫蒂娜的弟弟。與阿貝爾的關係惡劣。在劍術大會的預賽中敗給阿貝爾。後來加強劍術訓練，並在得知大姊姊成為巫女公主的消息後，主動阻止父親派出的暗殺命令，並同意把范倫蒂娜交給威爾加公國囚禁。
戈裡亞（聲：喜屋武和輝）
雷姆諾王國的金剛步兵團團長
琳夏（聲：白石晴香）
沒落貴族的女兒，革命軍首領蘭佩爾的妹妹。
革命動亂平息后，她被拉斐娜介紹，成為米雅貝兒的女僕，以此身份得到陪她在學院讀書的機會。在未來成為米雅貝兒的保姆，被她稱呼為「琳夏媽媽」。
蘭佩爾（聲：加藤涉）
琳夏的哥哥，擁有極為優秀的口才，在傑姆的蠱惑下成立革命軍。
革命動亂平息后，他被拉斐娜介紹，成為中央正教會學校當文學老師。
穆吉克（聲：相馬康一）
雷姆諾王國的多尼村居住的獵師。
達薩耶夫·多諾凡
雷姆諾王國的宰相，爵位為伯爵。深受百姓的愛戴。被「風鴉」成員綁架一事成為了雷姆諾王國革命爆發的導火線。後被米雅一行救出。
基米馬希亞斯
雷姆諾王國最強的劍士，也是阿貝爾、蓋恩的劍術師傅。擅長劍術，實力足以匹敵迪奧。

### 聖威爾加公國
拉斐娜·奧路加·威爾加（聲：東山奈央）
聖威爾加公國的統治者威爾加公爵奧爾良的長女，同時也是中央正教會的聖女。擔任聖諾爾學園學生會長，學園中權力最大的當權者。
在次年的學生會長的選舉中自願讓位給米雅，之後被米雅任命為副會長。
在米雅貝兒的世界線中，因為經歷聖諾爾學園毒殺事件與摯友米雅的死亡，受到極大的打擊，讓她為消滅混沌之蛇而不顧一切。不惜拋棄中立主義自立為王，改國號為聖威爾加帝國，號稱「司教帝」，要以徹底的高壓手段消滅混沌之蛇。由於聖女的強大號召力，招募了大量志願者組建聖瓶軍，對所有疑似混沌之蛇的人員趕盡殺絕，還要求周圍國家歸順，致使許多國家分裂，連作為「天秤王」的席翁也阻止不了自己國家的歸順派而焦頭爛額。堤亞穆帝國在這動亂中一分為二，最終歸入聖瓶軍管轄，米雅貝兒因而成為被追捕對象。
在改變米雅貝兒未來的世界線中，因學會和同伴、人民分共合作，與米雅、席翁等人施行善政，不再獨自承擔責任，繼續維持中央正教會的中立主義，並讓米雅貝兒稱呼自己為「伯母」。在到訪騎馬王國和學習騎術期間，和林馬龍修成正果，兩人於未來結婚。
莫妮卡·布恩迪亞（聲：長谷川育美）
薩格朗多王國間諜組織「風鴉」的諜報員，同時也是「白鴉」小隊的成員，臥底在雷姆諾王國，擔任阿貝爾的貼身女僕。
因為對白鴉小隊策畫的雷姆諾王國革命事件感到疑慮，於是刻意透露消息給基斯伍德，成為阻止事件的關鍵。
作為白鴉小隊共犯的處罰，被送至聖威爾加公國接受拉斐娜的管教，因而成為拉斐娜的女僕，並幫助她收集混沌之蛇的情報。
馬爾丁．波加烏．路西那
聖威爾加公國主教，米雅貝兒的曾祖父。
萊納爾
馬爾丁之子，米雅貝兒的祖父。

#### 聖諾爾學園
荒嵐
聖諾爾學園持有的「月兔馬」之一，經常把噴嚏打到米雅身上，但也成為米雅在學園期間的常用坐騎，幫助她赢得騎術比賽冠軍和在敵人綁架危機中逃脱。
花陽
聖諾爾學園持有的「月兔馬」之一，荒嵐的妻子。在懷孕和生育期間受到米雅和馬龍照顧。在米雅貝兒綁架事件中，透過追蹤荒嵐的氣味幫安妮和阿貝爾等人找到被綁架的米雅和貝兒。

### 貝路尚農業國
尤哈爾·塔夫里弗·貝路尚
貝路尚農業國的國王。
尼亞·塔夫里弗·貝路尚
貝路尚農業國的第三公主，聖諾爾學園的學生。後來與米雅成為朋友。
愛紗·塔夫里弗·貝路尚
貝路尚農業國的第二公主，擅長植物學。後來被米雅聘請成為聖米雅學園的教師。

### 騎馬王國
林馬優
騎馬王國「林」之一族族長，林馬龍之父。
林馬龍（聲：間島淳司）
聖諾爾學園馬術部部長，騎馬王國「林」之一族族長林馬優之子，有2個妹妹。在未來和拉斐娜結婚。
火馬驅
騎馬王國已失落的部族「火」之一族的族長，火慧馬的哥哥。與混沌之蛇的成員火燻狼出身於同一部落。愛馬為「月兔馬」影雷。愛上被父親和祖國拋棄的新一代「巫女公主」范倫蒂娜。在范倫蒂娜的煽動下帶領大部分男性族民離開部落，為混沌之蛇效力。以致慧馬不得不和剩下的族民組成盜賊團，搶劫他人的糧食。
在米雅和路德維希的計畫下，讓火族戰士自願和女眷回家，重歸騎馬王國，導致馬驅失去實際上的族長權力。敗於迪奧後被捕，被拉婓娜以范倫蒂娜為人質，被下令追蹤及活捉所有混沌之蛇的成員。
火慧馬
騎馬王國已失落的部族「火」之一族長火馬驅的妹妹。與混沌之蛇的成員火燻狼出身於同一部落。擅長騎馬和馭狼，愛馬為「月兔馬」螢雷，拍擋為「戰狼」羽透。
在米雅重生前的時間軸中，與羽透不為人知地死亡。
在米雅重生後率領盜賊團襲擊米雅一行，卻反被迪奧擊敗後被捕。其後與米雅成為朋友，並名留青史，被史詩稱為火族公主，與長老火狼花一起代替哥哥領導火族。
未來和米雅的表哥希爾德布蘭特·柯蒂亞結婚。
山富馬
騎馬王國「山」之一族族長，小驪的父親，喜歡收藏各種名馬。
風光馬
騎馬王國「風」之一族族長。

### 混沌之蛇
范倫蒂娜·雷姆諾
混沌之蛇的巫女。真正身份是被認為已在五年前死亡的雷姆諾王國第一公主，蓋恩與阿貝爾的姐姐，米雅貝兒的姑婆。擅長劍術，實力在蓋恩之上，想改革重男輕女的傳統，被父親視為政敵，被其製造馬車意外暗殺。
在五年前被「火」之一族所救，在「火」之一族的部落遇見混沌之蛇的前任巫女，在其教育下荼毒及加深對世界的憎恨，並從前任巫女手中繼承巫女之位和蛇之書。
在根據地廢棄邪教城堡重遇闊別多年的阿貝爾，之後與阿貝爾交戰，從米雅口中得知阿貝爾曾經在劍術大賽中戰勝蓋恩一事，被阿貝爾擊敗後被捕。獨立囚禁在威爾加公國的南方白塔中，由經過特訓而不受洗腦的神職人員嚴加看管，並只准觀看神聖經，不給予可以默寫蛇之書的紙筆。弟弟蓋恩與阿貝爾在拉斐娜批准下，不時過來探望，但皆不為所動，直至見到「已中箭身亡的」米雅貝兒還活着，並稱呼其為「姑婆」才大驚失色(但並不理解自己和米雅貝兒的血緣關係)。認為米雅和貝兒兩人是超脫世界常理的存在。
傑姆（聲：利根健太朗）
薩格朗多王國間諜組織「風鴉」的成員，同時也是風鴉中為特殊計畫而成立的「白鴉」小隊核心人物。
率領白鴉成員潛伏於周邊各國，暗中煽動叛亂，讓薩格朗多王國得以漁翁得利。在米雅重生前的時間軸中，堤亞穆帝國所發生的動亂與革命，與他們在暗中的推波助瀾有很深的關聯。而在米雅重生後的時間軸中，他們在帝國所做的手腳被米雅所做的安排全數打亂，讓他們把目標轉向雷姆諾王國，引發了雷姆諾王國的革命事件。
實為混沌之蛇的信徒，其所作所為並非為了薩格朗多王國的利益，而是為了實現混沌之蛇破壞社會秩序的理念。企圖殺死米雅時因踩到馬用的洗髮水不慎滑倒，其後被米雅踢中下體而被捕。在被捕後引渡至威爾加公國囚禁，因對拉斐娜的「感化」傳教和神聖經感到恐懼，而被查出是混沌之蛇的信徒，並搜走其家中有關「滅國」章節的蛇之書手抄本。
芭芭拉
混沌之蛇的成員。表面身份是修朵莉娜的專屬女僕。被迪奧擊敗後被捕，引渡至聖諾爾島囚禁。
原本是奥弗拉特子爵家中的女僕兼情婦，因懷上子爵的私生子尤尼烏斯而被夫人趕出家門，母子相依為命。後來因家主的繼承人病逝而把尤尼烏斯接回家族撫養，但幾年後「意外」去世(實為斷絕芭芭拉母子的往來)。芭芭拉為了替兒子報仇，發誓要把貴族社會徹底破壞，起初不願接受拉斐娜的感化和米雅等人的改革社會的願景，認為一切都無法挽回兒子的性命。直至和已經成為特別小學部教師的尤尼烏斯重逢，得知奧弗拉子爵家已被對方摧毀，她才放下復仇的執着，並被米雅要求以幫助尤尼烏斯照顧班上的孤兒來贖罪。
火燻狼
混沌之蛇的成員。騎馬王國已失落的部族「火」之一族的成員。稱號為「馭狼者」，可操控三頭狼作戰。與迪奧交戰，自知不敵後撤退。
對巫女公主范倫蒂娜沒有忠誠，在火族戰士離開城堡據點後，明白對方即將敗落而帶上蛇之書提早離開，與其他蛇導師和信徒會合。
蓋爾妲
混沌之蛇的成員。是現存的成員中最古老的一員。把帕特麗夏教育成為蛇的元兇。為了綁架賽費斯的未婚妻萊蒂西亞潛入舒伯特侯爵家，卻因中了修朵莉娜所下曲昔菇之毒而被捕。被捕後因曲昔菇之毒向米雅一行坦白漢尼斯仍然在世的事實。

### 其他
斷頭台（聲：長谷川玲奈）
旁白（聲：成田劍）

## 出版書籍

### 小說
| 卷數   | TO Books       | TO Books               | 青文出版社     | 青文出版社                                              |
| 卷數   | 發售日期       | ISBN                   | 發售日期       | ISBN                                                    |
| ------ | -------------- | ---------------------- | -------------- | ------------------------------------------------------- |
| 1      | 2019年6月10日  | ISBN 978-4-86472-815-7 | 2020年11月19日 | ISBN 978-986-512-627-8                                  |
| 2      | 2019年11月9日  | ISBN 978-4-86472-872-0 | 2021年3月8日   | ISBN 978-986-512-835-7                                  |
| 3      | 2020年2月10日  | ISBN 978-4-86472-914-7 | 2021年7月1日   | ISBN 978-626-303-229-3                                  |
| 4      | 2020年6月10日  | ISBN 978-4-86699-005-7 | 2021年9月15日  | ISBN 978-626-303-502-7                                  |
| 5      | 2020年10月10日 | ISBN 978-4-86699-065-1 | 2022年5月12日  | ISBN 978-626-322-115-4                                  |
| 6      | 2021年1月9日   | ISBN 978-4-86699-096-5 | 2022年7月7日   | ISBN 978-626-322-467-4                                  |
| 7      | 2021年5月10日  | ISBN 978-4-86699-180-1 | 2022年11月21日 | ISBN 978-626-340-468-7（限定版）                        |
| 8      | 2021年9月10日  | ISBN 978-4-86699-279-2 | 2023年1月5日   | ISBN 978-626-340-174-7（限定版）                        |
| 9      | 2022年1月8日   | ISBN 978-4-86-699376-8 | 2023年5月2日   | ISBN 978-626-340-736-7（限定版）                        |
| 10     | 2022年5月10日  | ISBN 978-4-86-699487-1 | 2023年9月13日  | ISBN 978-626-362-529-7（限定版）                        |
| 11     | 2022年9月10日  | ISBN 978-4-86-699572-4 | 2024年7月31日  | ISBN 978-626-362-825-0 ISBN 978-626-362-826-7（限定版） |
| 12     | 2023年1月10日  | ISBN 978-4-86699-704-9 | 2024年10月16日 | ISBN 978-626-383-392-0 ISBN 978-626-383-393-7（限定版） |
| 13     | 2023年4月10日  | ISBN 978-4-86699-804-6 | 2024年10月16日 | ISBN 978-626-399-554-3 ISBN 978-626-399-555-0（限定版） |
| 14     | 2023年9月9日   | ISBN 978-4-86699-938-8 | 2025年4月9日   | ISBN 978-626-422-288-4 ISBN 978-626-422-289-1（限定版） |
| 15     | 2023年12月20日 | ISBN 978-4-86794-002-0 |                |                                                         |
| 短篇集 | 2024年5月15日  | ISBN 978-4-86794-180-5 |                |                                                         |
| 16     | 2024年9月20日  | ISBN 978-4-86794-314-4 |                |                                                         |
| 17     | 2025年1月15日  | ISBN 978-4-86794-429-5 |                |                                                         |
| 18     | 2025年8月15日  | ISBN 978-4-86794-670-1 |                |                                                         |

### 漫畫
| 卷數 | TO Books       | TO Books               | 青文出版社     | 青文出版社             |
| 卷數 | 發售日期       | ISBN                   | 發售日期       | ISBN                   |
| ---- | -------------- | ---------------------- | -------------- | ---------------------- |
| 1    | 2020年1月20日  | ISBN 978-4-86472-902-4 | 2020年12月14日 | ISBN 978-986-512-619-3 |
| 2    | 2020年8月15日  | ISBN 978-4-86699-026-2 | 2022年1月17日  | ISBN 978-626-303-220-0 |
| 3    | 2021年5月15日  | ISBN 978-4-86699-181-8 | 2023年2月2日   | ISBN 978-626-340-069-6 |
| 4    | 2022年2月15日  | ISBN 978-4-86-699449-9 | 2023年2月2日   | ISBN 978-626-340-531-8 |
| 5    | 2022年9月15日  | ISBN 978-4-86-699573-1 | 2023年12月18日 | ISBN 978-626-362-463-4 |
| 6    | 2023年4月15日  | ISBN 978-4-86699-807-7 | 2024年6月19日  | ISBN 978-626-383-051-6 |
| 7    | 2023年10月14日 | ISBN 978-4-86699-976-0 | 2024年8月14日  | ISBN 978-626-383-737-9 |
| 8    | 2024年5月15日  | ISBN 978-4-86794-175-1 |                |                        |
| 9    | 2025年1月15日  | ISBN 978-4-86794-407-3 |                |                        |
| 10   | 2025年8月15日  | ISBN 978-4-86794-656-5 |                |                        |

## 迴響
本作獲得《這本輕小說真厲害！2021》單行本、Novels部門第6位。截至2023年4月，本作系列累積發行量超過120萬本。
改編漫畫在2024「BookLive!讀者票選」的「讀者票選推薦最佳100部異世界漫畫」的排行榜中，位居少年漫畫·青年漫畫的9名。

## 電視動畫
2023年10月8日起，於日本TOKYO MX、BS11、MBS等頻道播出。

### 製作人員
- 原作：餅月望
- 導演：伊部勇志
- 系列構成：赤尾凸
- 人物設定：大塚舞
- 動畫製作：SILVER LINK.

### 主題曲
片頭曲
主唱：上坂堇，作詞、作曲：大石昌良，編曲：園田健太郎
片尾曲「Queen of the Night」
主唱、作詞、作曲：鹿江羅奈，編曲：河合英嗣
第11話未使用。

### 各話列表
| 話數   | 日文標題 | 中文標題                   | 劇本     | 分鏡     | 演出       | 作畫監督                                                                 | 總作畫監督                                    | ED card | 首播日期       |
| ------ | -------- | -------------------------- | -------- | -------- | ---------- | ------------------------------------------------------------------------ | --------------------------------------------- | ------- | -------------- |
| 第1話  |          | 從斷頭台開始的公主         | 赤尾凸   | 伊部勇志 | 伊部勇志   | 高橋瑞紀、直木祥子 壽夢龍、中林蘭子                                      | 大塚舞                                        | 筱冬子  | 2023年 10月8日 |
| 第2話  |          | 米雅公主露出得意的表情     | 赤尾凸   | 伊部勇志 | 伊部勇志   | 古谷梨繪、直木祥子 壽夢龍                                                | 鹽川貴史                                      | 椎名優  | 10月15日       |
| 第3話  |          | 米雅公主播種               | 赤尾凸   | 澤井幸次 | 廣田陽香   | 高橋瑞紀、直木祥子 壽夢龍、中林蘭子 koto                                 | 大塚舞                                        | 宛      | 10月22日       |
| 第4話  |          | 來跳舞吧？                 | 赤尾凸   | 伊部勇志 | 伊部勇志   | 直木祥子、古谷梨繪 渡邊大貴 HONG NHUNG                                   | 大塚舞                                        | 黑田bb  | 10月29日       |
| 第5話  |          | 米雅公主心跳加速           | 若松遼   | 毛利和昭 | 藪內悠     | 陳小蘭、李望斌                                                           | 大塚舞 鹽川貴史                               | 藤小豆  | 11月5日        |
| 第6話  |          | 劍術大會 阿貝爾的戰鬥      | 若松遼   | 渡邊慎一 | 加藤段像   | 直木祥子、古谷梨繪 壽夢龍、koto                                          | 大塚舞 鹽川貴史                               | chibi   | 11月12日       |
| 第7話  |          | 米雅公主聰明睿智           | 入江信吾 | 毛利和昭 | 菱川直樹   | 川口弘明、洪範錫 金子匡邦、BigOwl Revival                                | 鹽川貴史 古谷梨繪 直木祥子                    |         | 11月19日       |
| 第8話  |          | 米雅公主露出充滿心機的微笑 | 入江信吾 | 澤井幸次 | 小野田雄亮 | 吳曉菜                                                                   | 直木祥子 壽夢龍 koto                          |         | 11月26日       |
| 第9話  |          | 米雅公主（戀愛腦）的選擇   | 若松遼   | 岩畑剛一 | 廣田陽香   | 北島勇樹、古谷梨繪 星野美波、安藤香春 和田祐二                           | 大塚舞                                        |         | 12月3日        |
| 第10話 |          | 米雅公主，遭到綁架！       | 入江信吾 | 毛利和昭 | 菱川直樹   | 金子匡邦、洪範錫 永田正美、𠮷田肇                                        | 直木祥子 壽夢龍 koto 平田和也 澤入祐樹 大塚舞 | U35     | 12月10日       |
| 第11話 |          | 再會與決鬥與⋯⋯             | 赤尾凸   | 細田雅弘 | 細田雅弘   | 山吉一幸、壽夢龍 直木祥子、古谷梨繪 koro、西田美彌子 山下詩織、朱央 BEEP | 鹽川貴史                                      | 杜乃    | 12月17日       |
| 第12話 |          | 為了不讓精心栽培的事物凋零 | 赤尾凸   | 澤井幸次 | 伊部勇志   | 久松沙紀、石之博和 安藤香春、北島勇樹 星野美波、BEEP St μ                | 大塚舞                                        | Gilse   | 12月24日       |

### 播映平台
| 播映國家、地區 | 播映平台                 | 播映日期                | 播映時間              | 備註 |
| -------------- | ------------------------ | ----------------------- | --------------------- | ---- |
| 台灣           | 巴哈姆特動畫瘋           | 2023年10月8日－12月24日 | 星期日 00:00（UTC+8） |      |
| 台灣           | 中華電信MOD              | 2023年10月8日－12月24日 | 星期日 00:00（UTC+8） |      |
| 台灣           | Hami Video               | 2023年10月8日－12月24日 | 星期日 00:00（UTC+8） |      |
| 台灣           | LiTV 線上影視            | 2023年10月8日－12月24日 | 星期日 00:00（UTC+8） |      |
| 台灣           | MyVideo                  | 2023年10月8日－12月24日 | 星期日 00:00（UTC+8） |      |
| 台灣           | friDay影音               | 2023年10月8日－12月24日 | 星期日 00:00（UTC+8） |      |
| 台灣           | 中嘉bb寬頻.bbTV          | 2023年10月8日－12月24日 | 星期日 00:00（UTC+8） |      |
| 台灣           | KKTV                     | 2023年10月8日－12月24日 | 星期日 00:00（UTC+8） |      |
| 台灣           | LINE TV                  | 2023年10月8日－12月24日 | 星期日 00:00（UTC+8） |      |
| 台灣           | 亂搭                     | 2023年10月8日－12月24日 | 星期日 00:00（UTC+8） |      |
| 台灣           | CATCHPLAY+               | 2023年10月8日－12月24日 | 星期日 00:00（UTC+8） |      |
| 台灣           | Muse木棉花-TW（YouTube） | 2023年10月8日－12月24日 | 星期日 00:00（UTC+8） |      |
| 香港、澳門     | Muse木棉花-HK（YouTube） | 2023年10月8日－12月24日 | 星期日 00:00（UTC+8） |      |

### BD
| 卷數 | 發售日期       | 收錄話數       | 規格編號 |
| ---- | -------------- | -------------- | -------- |
| 1    | 2023年12月20日 | 第1話－第3話   | KIXA-969 |
| 2    | 2024年1月24日  | 第4話－第6話   | KIXA-970 |
| 3    | 2024年2月21日  | 第7話－第9話   | KIXA-971 |
| 4    | 2024年3月20日  | 第10話－第12話 | KIXA-972 |

## 外部連結
- 小說官方網站（成為小說家吧）（日語）
- 小說官方網站（TOBOOKS）（日語）
- 舞台劇特設網站（日語）
- 漫畫官方網站（日語）
- 動畫官方網站（日語）
- 電視動畫的X（前Twitter）（日語）